# Syzygium coalitum
Syzygium coalitum är en myrtenväxtart som först beskrevs av S. Greves, och fick sitt nu gällande namn av Thomas Gordon Hartley och Lily May Perry. Syzygium coalitum ingår i släktet Syzygium och familjen myrtenväxter. Inga underarter finns listade i Catalogue of Life.